# ترانه پیامبر
«ترانه پیامبر» ترانه‌ای از کوئین است. این ترانه در آلبوم شبی در اپرا (آلبوم کوئین) قرار داشت.